# McDonnell Douglas MD-11
O McDonnell Douglas MD-11 é um trijato comercial widebody de fabricação norte-americana de médio a longo alcance, desenvolvido e produzido pela McDonnell Douglas (1988-1997) e pela Boeing (1997-2000). Sua base é o McDonnell Douglas DC-10, mas incorpora fuselagem mais alongada, asa maior e winglets, motores mais modernos e mais potentes. A cabine de comando possui monitores de EFIS (CRT), comandos reduzidos para serem usados por 2 membros da tripulação (Comandante e 1º Oficial), ao contrário do seu antecessor, que exigia 3 membros da tripulação (comandante, primeiro oficial e engenheiro de voo).

## História
Começou a ser desenvolvido pela McDonnell Douglas em 1986. A primeira entrega foi feita em 1990 à Finnair. A McDonnell Douglas esperava vender cerca de 300 a 500 MD-11, vendendo cerca de 50 modelos ao ano, e assim resolver seus problemas financeiros, mas apenas um total de 200 aviões, a uma média de 20 modelos por ano, foram fabricados. Na observação de um DC-10 e um MD-11, apenas os olhos mais familiarizados conseguem distinguir um do outro. As diferenças mais óbvias estão na diferença de comprimento, onde o MD-11 é mais longo, o trem de pouso principal que é triplo, enquanto no DC-10 é duplo, a não ser a versão DC-10-30 que possui também trem triplo, e ainda somente o MD-11 possui winglets. A função dos winglets é diminuir o arrasto induzido na asa, sendo instalados em suas extremidades e beneficiando o avião em um menor gasto de combustível.
O MD-11 foi o segundo avião do mundo a receber esta grande inovação, atrás apenas do Boeing 747-400. Quanto à fuselagem alongada, esta contribuiu e muito para que a área do estabilizador horizontal fosse reduzida, ganhando menor peso e menor arrasto. Nele foi instalado um Trim Tank com a capacidade para aproximadamente seis toneladas. Durante o voo, o combustível é bombeado para esse tanque e assim mantendo o CG (Centro de Gravidade) do avião num ponto ideal durante toda a fase do voo, reduzindo arrasto e o consumo de combustível.
Em 1986, a McDonnell Douglas conseguiu três cartas de intenção para a construção do MD-11, os apoios vieram da FedEx, British Caledonian e a empresa de leasing japonesa Mitsui foram as primeiras a se comprometer com o projeto. Naquela ocasião corriam boatos de que a Swissair e a Delta Airlines serem as empresas lançadoras do MD-11, já com as encomendas firmes.

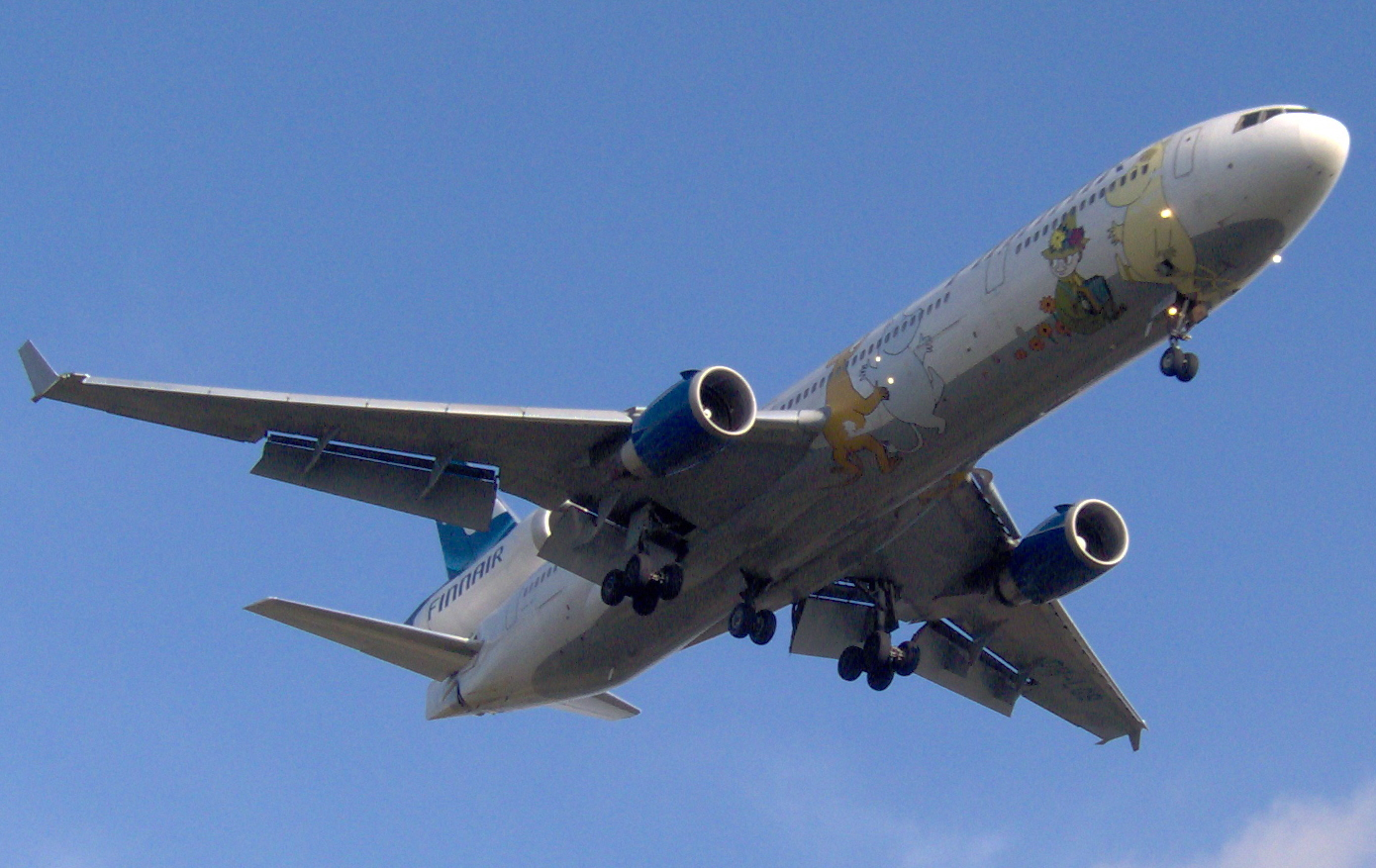
MD-11 da Finnair.

De qualquer forma, esses comprometimentos não eram o bastante para iniciar a construção do protótipo do MD-11. Finalmente, em 30 de dezembro de 1986 o MD-11 foi lançado com 52 encomendas firmes e mais 40 opções de compra para 12 clientes. Desses, apenas a Dragonair, Mitsui e GPA leasing não eram operadoras do antecessor do MD-11 que é o DC-10.
Pouco mais de 1 ano após o lançamento, os executivos da McDonnell Douglas não estavam tão otimistas com o projeto do MD-11: apenas 29 encomendas haviam sido confirmadas, pois desde meados do ano anterior, o norte-americano MD-11 enfrentava uma concorrência forte com o franco-alemão A340 e sua agressiva campanha de vendas. A Airbus oferecia seus quadrimotores para os clientes em potencial do MD-11 a um preço de 15% menos que o determinado pela McDonnell Douglas. Note que, pelo fato de o A340 ser um avião com projeto 100% novo, tinha custos de desenvolvimento pelo menos seis vezes maiores que o do MD-11, mas mesmo assim a Airbus conseguiu um preço final de custo mais em conta que o da McDonnell Douglas.
Num esforço para aumentar as vendas, a McDonnell Douglas decidiu em 1987 lançar uma versão mais alongada em 11 metros e com capacidade para até 460 passageiros, a versão ficou conhecida como MD-12, mais tarde como MD-11 Super Stretch e posteriormente MD-12X. Com dois produtos em mãos, os esforços de vendas ganharam mais fôlego. Mesmo assim as vendas continuaram fracas e em meados de 1988 apenas 7 clientes tinham posições firmes para 31 unidades e 99 opções. Finalmente em setembro de 1988 a encomenda de 40 unidades da Delta Airlines (e mais 100 opções de compra para o MD-88) trouxeram de volta o otimismo para a McDonnell Douglas.

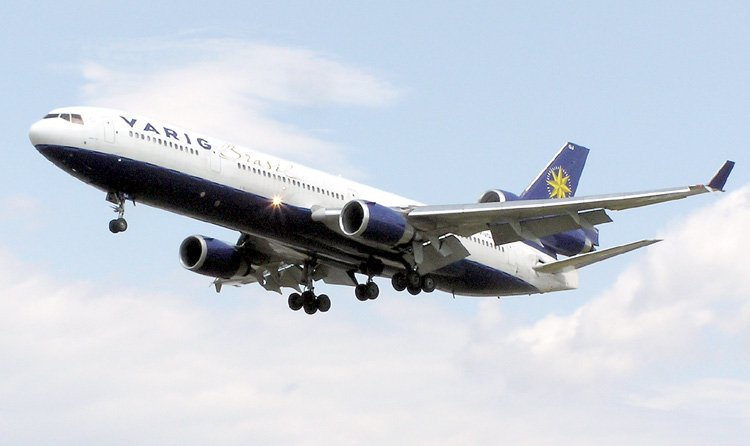
MD-11 da Varig.

Em 1989 a American Airlines comprometeu-se com 50 unidades e até em 1990 companhias aéreas importantes e prestigiosas como a KLM, JAL, Singapore Airlines e a Varig (que inclusive foi a maior operadora de DC-10 da América Latina) depositaram confiança no modelo.
No final do primeiro semestre de 1990, havia um total de 344 encomendas e cartas de intenção num total de 30 clientes. A estimativa da McDonnell Douglas era vender 350 unidades até o ano de 2000.
A certificação da FAA ocorreu em 8 de novembro de 1990, enquanto a Junta de Autoridades da Aviação da Europa (JAA) certificou o MD-11 em 17 de outubro de 1991, após a solução de aproximadamente 200 questões referentes a segurança foram sanadas.
O primeiro MD-11 foi entregue à Finnair em 7 de dezembro de 1990, e entrou em serviço em 20 de dezembro de 1990, quando a aeronave transportou passageiros de Helsinki a Tenerife nas Ilhas Canárias. O primeiro serviço do MD-11 nos Estados Unidos ocorreu ainda em 1990 e foi inaugurado pela Delta Airlines.
Foi durante esse período que as falhas de desenvolvimento do MD-11 começaram a se tornar aparentes. O modelo não conseguia atingir suas metas de alcance e queima de combustível. Apenas seis meses depois do MD-11 entrar em operação, as companhias aéreas começaram a reclamar sobre o alcance dele. Os motores consumiam muito combustível e o avião acabou saindo da linha de montagem custando mais do que o planejado. Como se não bastasse, ele sofria muito arrasto prejudicando rotas de longo alcance que eram justamente as quais ele foi planejado para fazer sem reabastecimento dos tanques de combustível.

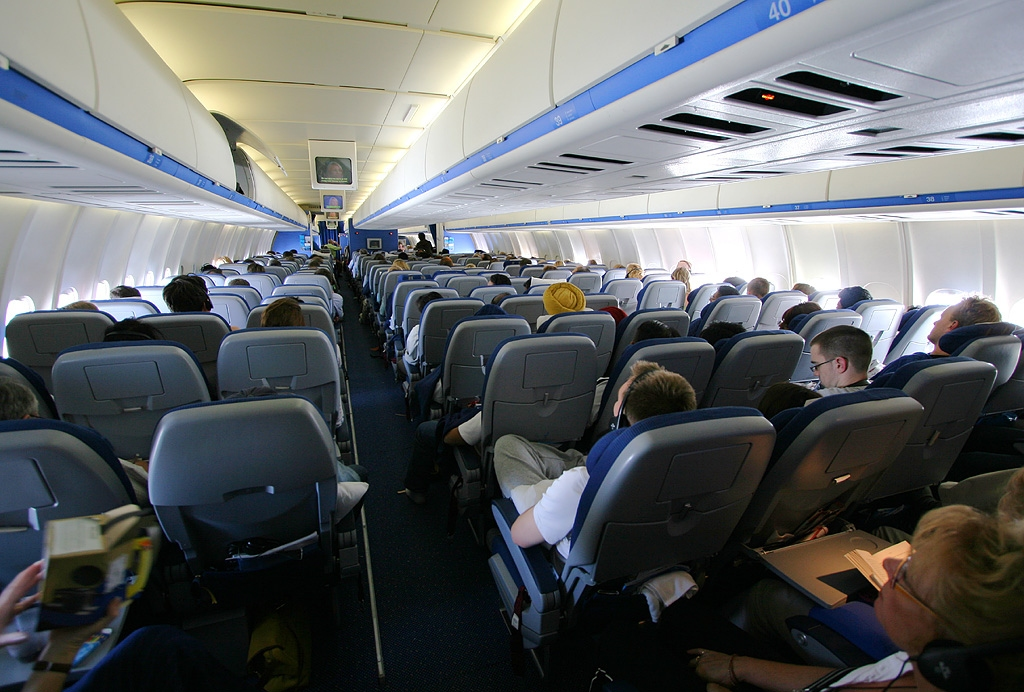
Interior de um MD-11 na configuração 3-3-3

A McDonnell Douglas tentou solucionar os problemas reivindicados pelas companhias aéreas que o operavam, mas isso só ocorreu 4 anos depois que os mesmos foram detectados. Neste período, vários acontecimentos selaram de uma vez por todas a sorte do projeto do MD-11. Assim, a McDonnell Douglas encontrava-se sem um grande programa em andamento, com dívidas exorbitantes e um fraco desempenho de vendas do MD-90.
No final de 1990, a Boeing lançou o Boeing 777, com encomendas pela United Airlines que um tempo atrás foi grande operadora dos DC-10 que a McDonnell Douglas produzia. Assim, a concorrência pelo mercado era acirrada e dividida entre os três maiores fabricantes de aviões comerciais do mundo: o bijato americano (B777), o trijato também americano (MD-11) e o quadrijato franco-alemão (A340).
Em 1991 Bob Crandall, CEO da American Airlines afirmou publicamente que sua companhia estava "bastante insatisfeita" com o MD-11 e sua performance e que a primeira unidade recebida do modelo seria estacionada e angariada e a entrega da segunda unidade suspensa, até que 46 quesitos fossem corrigidos e que um cronograma realista fosse apresentado para a solução de outros 100 problemas.

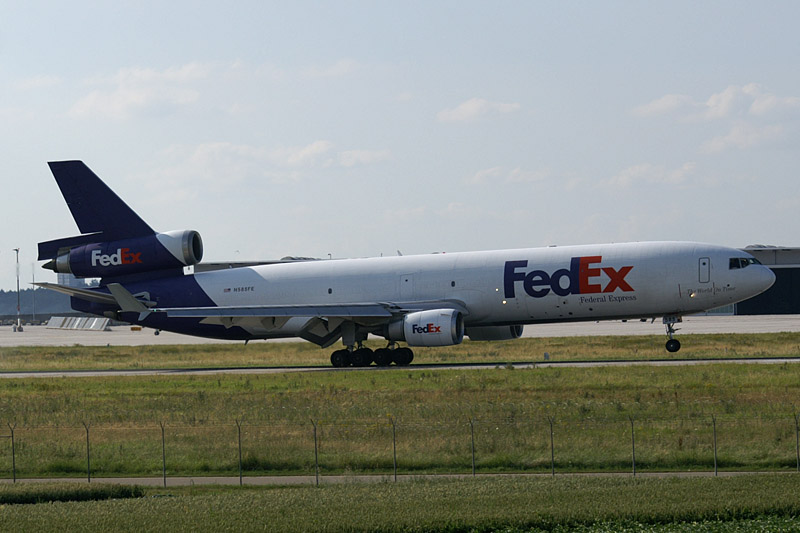
MD-11F da Fedex.

Posteriormente, os executivos da Singapore Airlines deram ouvidos ao discurso de Bob Crandall e simplesmente cancelaram as encomendas que a companhia havia feito do MD-11, alegando falha na performance. O mercado cada vez mais olhava com um certo desdém para Long Beach, as encomendas mantinham-se firmes, mas cada vez mais ficava menor o interesse pelo MD-11. A credibilidade perdida pela McDonnell Douglas ao longo desses anos e dos deslizes recorrentes não seria recuperada, assim como as vendas que migraram para a Boeing e a Airbus. Diante disso, não havia mais espaço para opção de um terceiro fabricante, já que a Boeing e a Airbus estavam liderando e assim, a McDonnell Douglas que sempre foi uma empresa tradicional e competente não era mais levada a sério pelo mercado aeronáutico. Os problemas de alcance foram resolvidos e também superados em relação aos números iniciais. A aerodinâmica foi totalmente refinada até o limite da célula. Na sua concepção final, o MD-11 não somente atende às exigências sobre o alcance da Singapore Airlines como também supera o concorrente A340 em vários aspectos.
Em termos de voo, por exemplo, o MD-11 era mais rápido em algumas rotas longas como as que ligam Singapura à Europa. Mas os danos causados à imagem da empresa e do MD-11 já haviam acontecido e somente em 1996 a McDonnell Douglas conseguiu uma encomenda firme e importante para o MD-11 vinda da Lufthansa Cargo. A versão cargueira do MD-11 tornou-se bem-vista no mercado por não haver um concorrente à sua altura.
No início de 1996 a McDonnell Douglas anunciou o desenvolvimento de uma nova versão do MD-11, conhecida como MD-11CC, que teria a capacidade para até 380 passageiros e alcance de 14.400 km, tal distância alcançada através de uma asa totalmente nova e motores mais econômicos e potentes. Mas nenhum desses projetos vieram à tona, pois foram cancelados no segundo semestre daquele mesmo ano com 50 encomendas de 6 clientes. Pouco tempo depois, a McDonnell Douglas foi desclassificada da concorrência do Joint Strike Fighter e em 14 de dezembro de 1996 seria incorporada à sua rival Boeing.

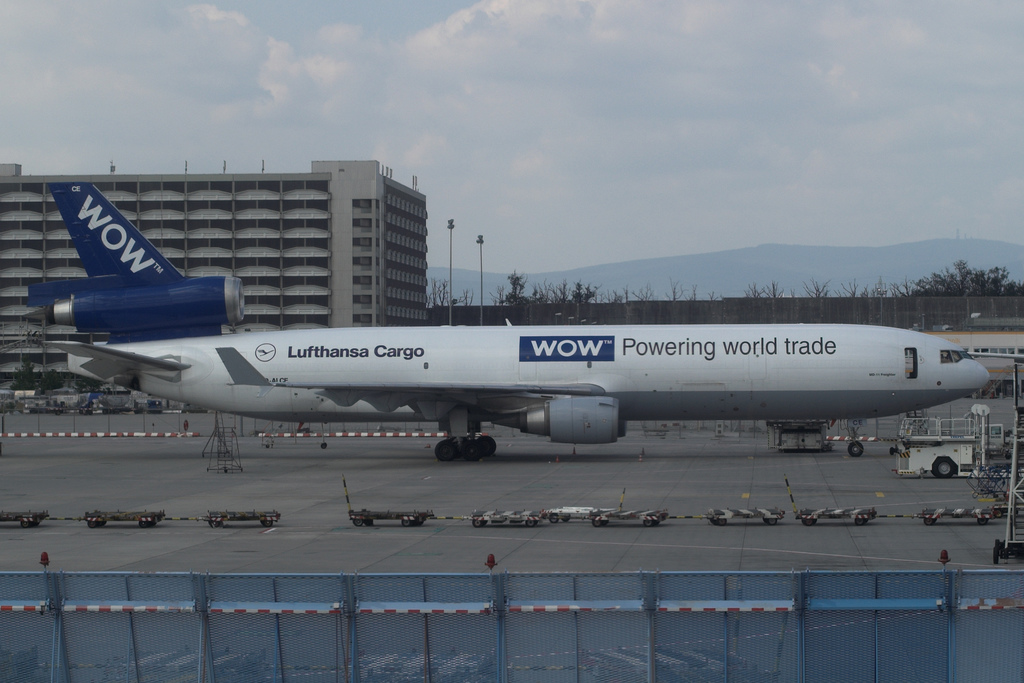
MD-11F da Lufthansa Cargo.

A McDonnell Douglas teve fim, encerrando-se uma das linhagens mais nobres e tradicionais da indústria aeronáutica. No mundo da aviação, todas as aeronaves são reconhecidas por algum aspecto marcante, seja ele operacional ou característico. Poderíamos citar algumas aeronaves célebres de outros fabricantes. O Comet foi a primeira aeronave civil com motor a jato. O Boeing 747, conhecido também como "Jumbo", foi a primeira aeronave Widebody Double-Decker do mundo e é o avião mais antigo em operação. Continua a ser produzido pela Boeing nos Estados Unidos e já passou dos 35 anos de operação. O Concorde foi a aeronave civil supersônica que atingiu Mach 2 (aproximadamente 2.400 km/h, duas vezes mais rápido que a velocidade do som) fazendo um voo de Londres para Nova Iorque em apenas 3 horas. O Boeing 777 é o avião que possui a asa mais moderna e avançada do mundo e é equipado com os maiores e mais potentes motores de aviação do mundo (denominados de GE90). Quanto ao MD-11, que fora projetado para suceder o DC-10, infelizmente ficou conhecido no mercado como o sucessor sem sucesso. Após a aquisição da McDonnell Douglas pela Boeing por 13 bilhões de dólares em 1997, a Boeing continuou a produzir o MD-11 até o ano de 2001. Os principais motivos que levaram a parar de produzir o MD-11 foram: falta de clientes, evitar concorrência com o Boeing 777 e o fato de que as companhias aéreas buscavam aviões mais modernos e eficientes e não queriam mais os trijatos.
O último MD-11 de passageiros, operado pela holandesa KLM foi retirado de serviço em 2014

## No Brasil

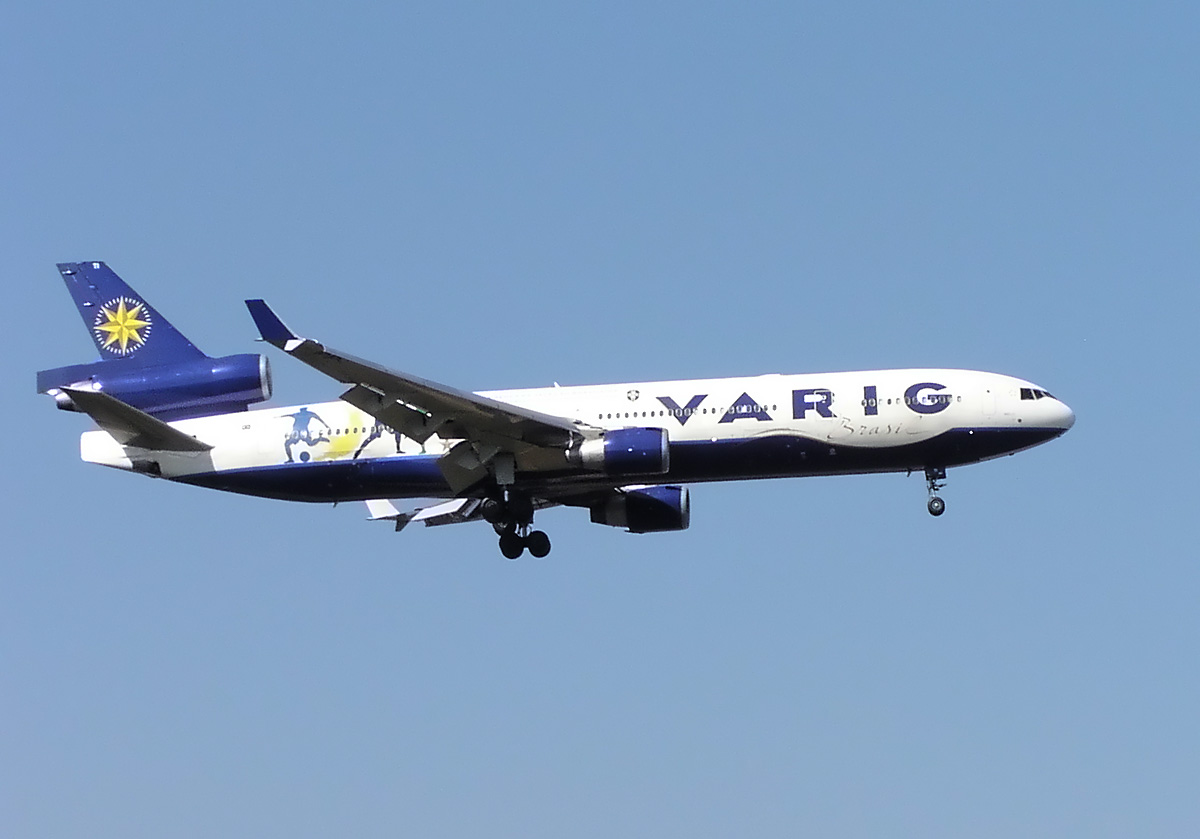
MD-11 da Varig.

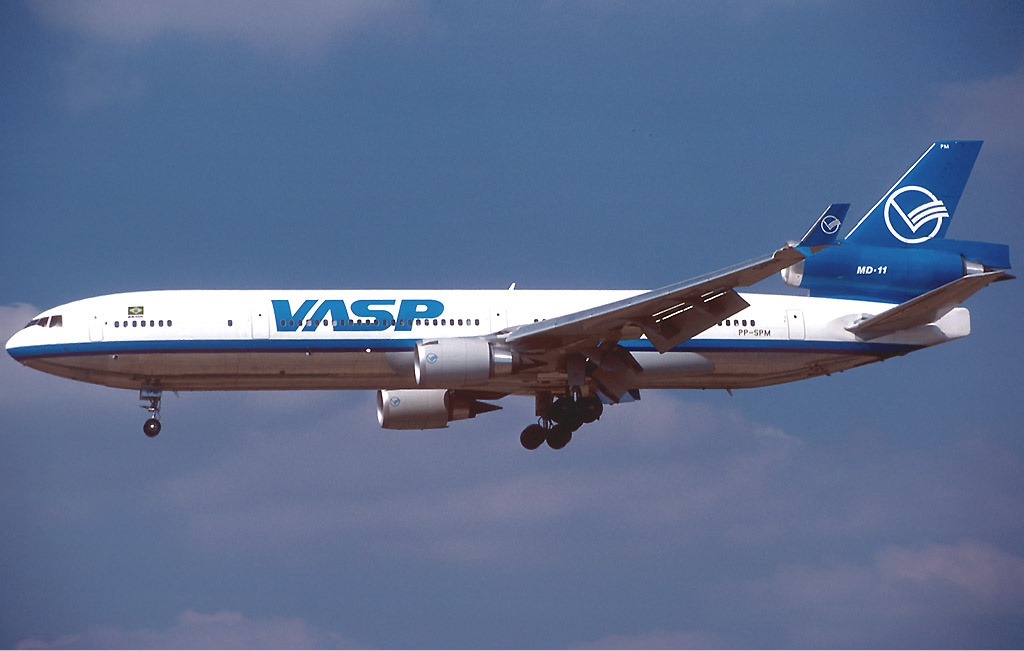
MD-11 da VASP.

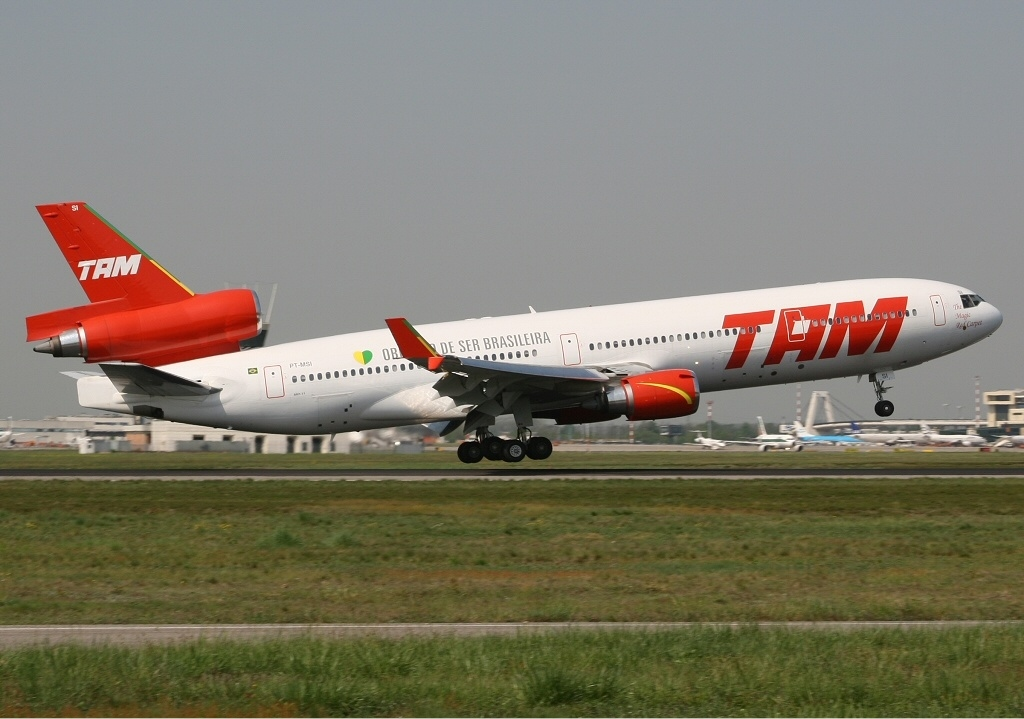
MD-11 da TAM Linhas Aéreas (atual LATAM Airlines Brasil).

No Brasil, a Varig, a VASP e a TAM operaram o MD-11. A Varig incluiu-o na frota em meados de 1992, assim como a VASP, que também o fez com diferença de meses. Na Varig ele serviu para substituir os antigos DC-10 e a companhia chegou a operar um total de 26 MD-11 durante 16 anos de muito sucesso. 23 deles eram do modelo convencional (MD-11) e 3 deles eram do modelo de longo alcance (MD-11ER). Eram responsáveis por fazer os voos intercontinentais de longa distância que a Varig fazia para Tóquio, com escala em Los Angeles, assim como rotas para a Europa e ocasionalmente voos domésticos de grande demanda de passageiros como Guarulhos a Recife,Manaus ao Rio de Janeiro , Manaus a Guarulhos assim como voos entre Buenos Aires e Florianópolis (durante a alta temporada). O MD-11 foi definitivamente retirado da frota da Varig em 9 de junho de 2007, sendo que o último fazia o voo "RG8741" de Guarulhos, São Paulo para Frankfurt, Alemanha. Quanto aos restantes, foram arrestados em 2006 devido aos problemas financeiros que a Varig sofreu. Já a VASP chegou a operar um total de 10 MD-11, 9 eram do modelo convencional (MD-11) e apenas 1 era do modelo de longo alcance (MD-11ER). Também na VASP eram responsáveis pelas rotas intercontinentais de longa distância, como Europa, Asia e América do Norte, alguns países da América do Sul e ocasionalmente voos domésticos. Os MD-11 da VASP foram retirados da frota em meados de 2001 também por problemas financeiros que a companhia vinha sofrendo, culminando na cassação da autorização de operação em janeiro de 2005. Em janeiro de 2007, a Boeing cedeu para TAM 3 MD-11 ex-Varig em regime de leasing e provisoriamente até que a Boeing entregasse no segundo semestre de 2008 os 4 novos Boeing 777-300ER comprados pela TAM. Os 3 MD-11 que estiveram na TAM passaram por uma reforma no hangar da VEM - Varig Engenharia e Manutenção (a maior empresa de engenharia e manutenção aeronáutica da América Latina) para então retirar a pintura da Varig e fazer a da TAM. Foram responsáveis pelas rotas que a empresa fazia para Milão e Paris, mas saíram gradativamente de serviço a partir de agosto de 2008, para serem substituídos pelos 4 novos Boeing 777-300ER. A última viagem desse modelo de aeronave pela TAM - o PT-MSJ - aconteceu em 12 de dezembro de 2008, com a viagem da aeronave partindo de São Paulo em rota para Paris, França.[carece de fontes?] Com o encerramento das operações deste MD-11, a TAM voltou a voar para Paris exclusivamente com aeronaves Airbus A330, mais modernas e com custo operacional mais baixo.

## Variantes

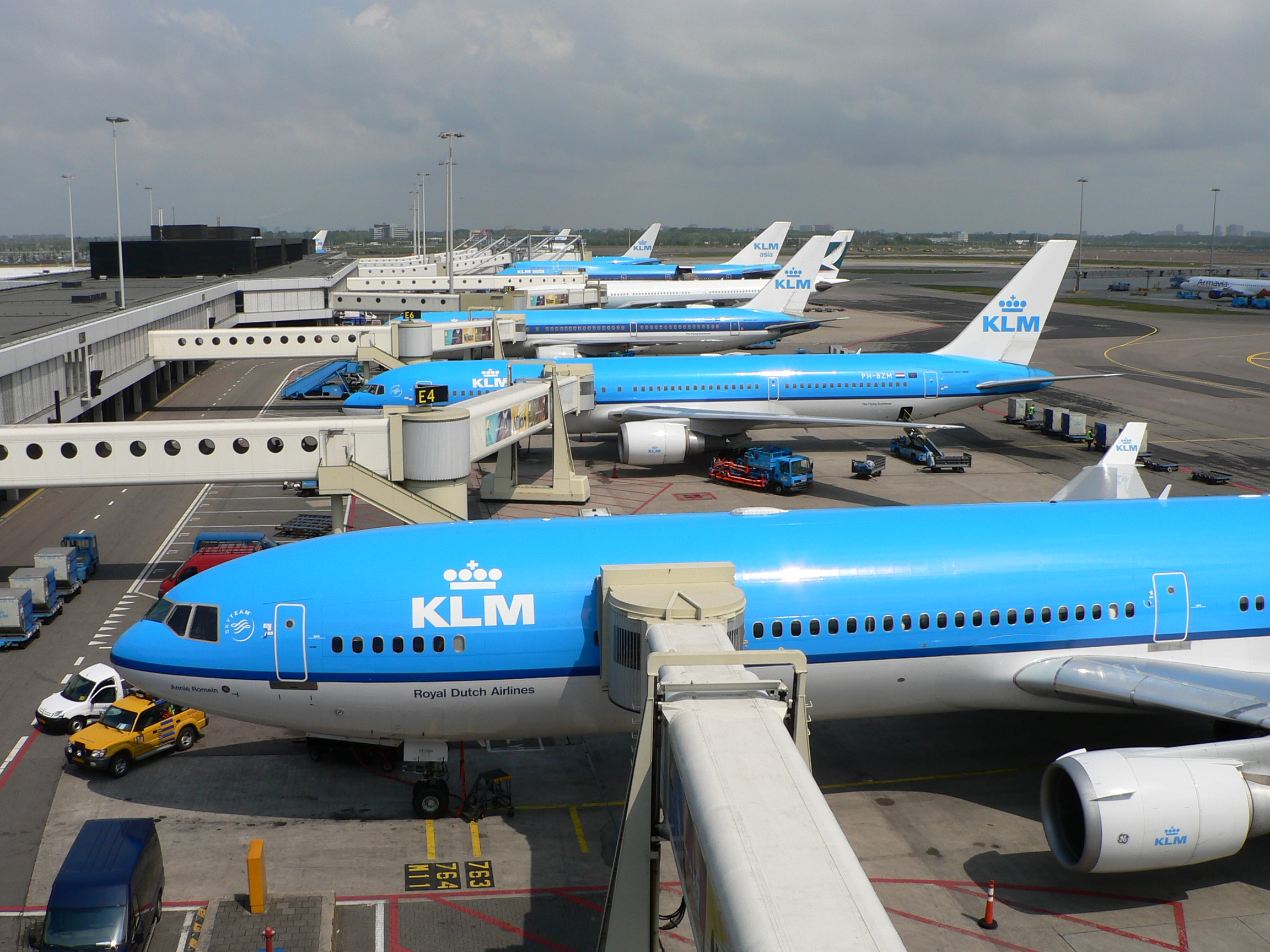
MD-11 da KLM no Aeroporto Internacional de Amsterdã Schiphol.

O MD-11 foi desenvolvido em 5 modelos:
- MD-11 (131 construídos): Versão para passageiros, às vezes identificada como MD-11P, foi produzida de 1988 a 1998. Foi a 1ª versão oferecida no lançamento em 1986.
- MD-11C (5 construídos): A versão combinada foi a terceira oferecida no lançamento em 1986 e foi designada para acomodar passageiros e cargas. O MD-11C também pode ser configurado somente para passageiros. As 5 únicas aeronaves produzidas foram construídas entre 1992 e 1993, e entregues para a Alitalia, a única empresa que se interessou pelo modelo. Foram todos convertidos para a versão cargueira entre 2005 e 2006, e ainda se encontram em operação na Alitalia.
- MD-11CF (6 construídos): A versão cargueira, que podia ser transformada em versão de passageiros foi entregue em 1991, a Martinair em um pedido de 3 aeronaves mais opção de 2. Todos os 6 MD-11CFs foram entregues a Martinair (4) e World Airways (2) durante 1995. Os 2 da World Airways foram convertidos para versão cargueira em 2002.
- MD-11ER (5 construídos): A versão de maior alcance foi anunciada pela fabricante durante a Singapore Air Show em fevereiro de 1994.O MD-11ER tinha alcance máximo de 13,410 km, um aumento de 750 km, graças ao tanque-extra.
- MD-11F (53 construídos): A versão cargueira foi a segunda oferecida no lançamento em 1986, e foi produzida desde 1986 a 2000.

## Empresas Operadoras
- Comerciais

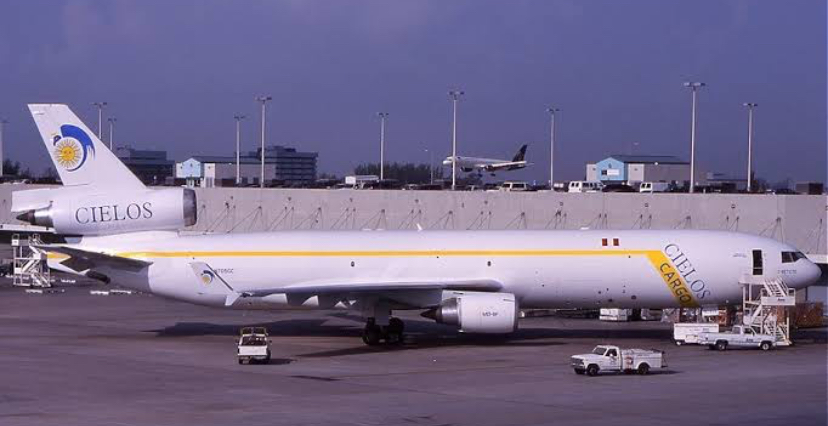
MD-11F da Cielos del Perú

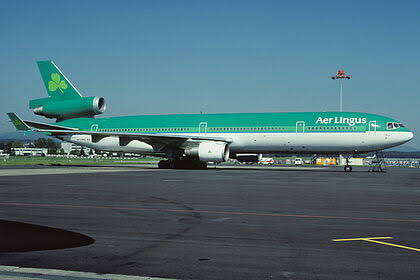
MD-11 da Aer Lingus.

  - Todas as empresas comerciais encerraram a operação do MD-11 devido o alto consumo de combustível para rotas comerciais
  -  United Parcel Service
  -  Fedex
  -  Gemini Air Cargo
  -  Centurion Air Cargo
  -  World Air Cargo
  -  Cielos del Perú
  -  Delta Airlines
  -  American Airlines
  -  Aer Lingus
  -  Lufthansa Cargo
  -  Aeroflot Cargo
  -  Finnair
  -  Swissair
  -  Swiss International Airlines
  -  Alitalia
  -  Shangai Airlines
  -  China Eastern Airlines
  -  Eva Air
  -  Martinair
  -  KLM
  -  Varig
  -  Varig Log (2005 - 2008)
  -  VASP
  -  TAM Linhas Aéreas (2007-2008)[3]
  -  Transmile Air Services
  -  Saudi Arabian Airlines
  -  Ethiopian Airlines

## Especificações
|                           | MD-11 | MD-11CF | MD-11F | MD-11C | MD-11ER | |
| ------------------------- | --- | --- | --- | --- | --- | --- |
| Comprimento               | 61,23 m (motores Pratt & Whitney) ou 61,36 (motores General Electric) | 61,23 m (motores Pratt & Whitney) ou 61,36 (motores General Electric) | 61,23 m (motores Pratt & Whitney) ou 61,36 (motores General Electric) | 61,23 m (motores Pratt & Whitney) ou 61,36 (motores General Electric) | 61,23 m (motores Pratt & Whitney) ou 61,36 (motores General Electric) | |
| Envergadura               | 51,66.m | 51,66.m | 51,66.m | 51,66.m | 51,66.m | |
| Altura da cauda           | 17,60 m | 17,60 m | 17,60 m | 17,60 m | 17,60 m | |
| Capacidade de passageiros | 410 (1 classe) 323 (2 classes) 293 (3 classes) | 410 (1 classe) 323 (2 classes) 293 (3 classes) 26 pallets | 26 pallets | 410 (1 classe) 214 (2 classes) 181 (3 classes) 6 pallets | 410 (1 classe) 323 (2 classes) 293 (3 classes) | |
| Alcance Máximo            | 12 655 km | 12 655 km | 7 310 km | 12 435 km | 13 408 km | |
| Vel. Cruzeiro             | Mach 0,88 (945 km/h) | Mach 0,88 (945 km/h) | Mach 0,88 (945 km/h) | Mach 0,88 (945 km/h) | Mach 0,88 (945 km/h) | |
| Motores                   | Três turbofans: Dois sob as asas / Um sobre a cauda - Pratt & Whitney PW4460 - 60 000 lbf (267 kN) PW4462 - 62 000 lbf (276 kN) ou General Electric CF6-80C2D1F - 61 500 lbf (274 kN) | Três turbofans: Dois sob as asas / Um sobre a cauda - Pratt & Whitney PW4460 - 60 000 lbf (267 kN) PW4462 - 62 000 lbf (276 kN) ou General Electric CF6-80C2D1F - 61 500 lbf (274 kN) | Três turbofans: Dois sob as asas / Um sobre a cauda - Pratt & Whitney PW4460 - 60 000 lbf (267 kN) PW4462 - 62 000 lbf (276 kN) ou General Electric CF6-80C2D1F - 61 500 lbf (274 kN) | Três turbofans: Dois sob as asas / Um sobre a cauda - Pratt & Whitney PW4460 - 60 000 lbf (267 kN) PW4462 - 62 000 lbf (276 kN) ou General Electric CF6-80C2D1F - 61 500 lbf (274 kN) | Três turbofans: Dois sob as asas / Um sobre a cauda - Pratt & Whitney PW4460 - 60 000 lbf (267 kN) PW4462 - 62 000 lbf (276 kN) ou General Electric CF6-80C2D1F - 61 500 lbf (274 kN) | Três turbofans: Dois sob as asas / Um sobre a cauda - Pratt & Whitney PW4460 - 60 000 lbf (267 kN) PW4462 - 62 000 lbf (276 kN) ou General Electric CF6-80C2D1F - 61 500 lbf (274 kN) |

## Acidentes
- 31 de julho de 1997, um MD-11F da Fedex, de matrícula N611FE, voo 14, derrapou ao tentar pousar no Aeroporto Internacional de Newark, ao bater com a ponta de sua asa no solo, a aeronave girou sobre seu eixo, ergueu-se e, em seguida, bateu invertida no gramado adjacente à pista. Arrastou-se por mais algumas centenas de metros, parando muito próximo de um dos terminais. A aeronave foi consumida pelo fogo, mas por sorte, seus tripulantes conseguiram sair ilesos.
- 2 de setembro de 1998, MD-11 da Swissair, de matrícula HB-IWF, partiu às 20h18 de Nova York cumprindo o voo regular SR111 para Genebra. 54 minutos após a decolagem, a tripulação comunica problemas a bordo e solicita pouso em Boston. Alguns minutos depois, declara emergência e solicita pouso no aeroporto mais próximo (Halifax), declarando existir fumaça na cabine. A tripulação solicita ser vetorada para área sobre o mar para poder alijar combustível, pois o MD-11 encontrava-se então acima de seu peso máximo de pouso. O MD-11 inicia curva à esquerda e logo em seguida o contato com Halifax é perdido. Minutos antes da queda, o CVR e o FDR deixam de registrar dados, provavelmente desligados pelo fogo ou por curto-circuito. A situação dentro do MD-11 deteriora-se rapidamente. Os tripulantes perdem a capacidade de controlar a aeronave, que mergulha e cai no mar, a apenas alguns quilômetros da costa. Morrem os 229 ocupantes.

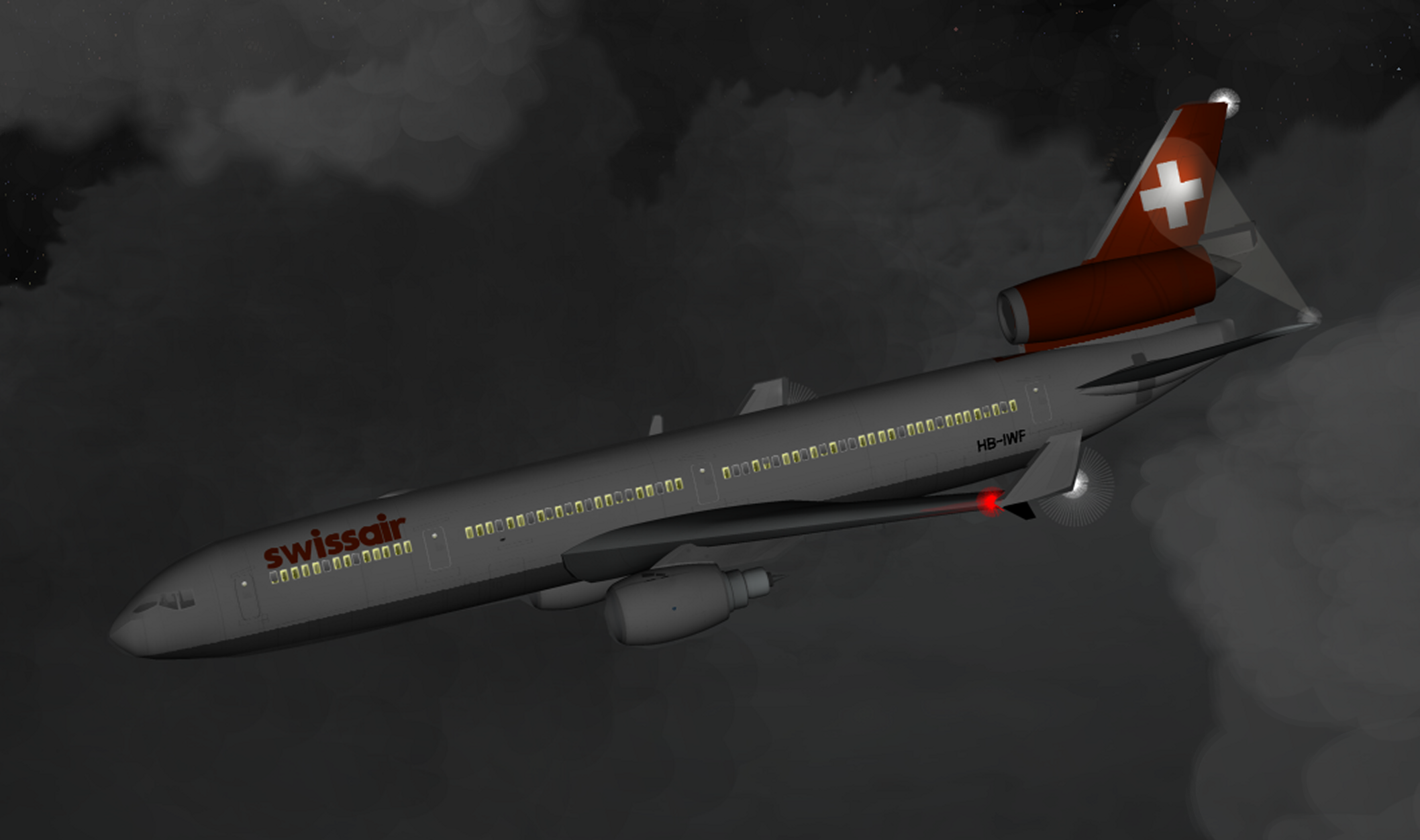
Modelo de Computação Gráfica para o Voo Swissair 111.

- 15 de abril de 1999, um MD-11F da Korean Air, de matrícula HL7373, fazendo o voo com destino a Seul, caiu logo após decolar de Xangai . Aparentemente, foi um caso de desorientação espacial por parte do piloto, enfrentada quando a aeronave entrou na camada de nuvens. O cargueiro caiu sobre uma fábrica e explodiu, matando seus três ocupantes.
- 22 de agosto de 1999, um MD-11 da China Airlines, de matrícula B-150, enfrentando fortes ventos associados a um tufão que se encontrava na região de Hong Kong, tocou a pista e, logo em seguida, perdeu o controle. A ponta de sua asa bateu no gramado ao lado, e a aeronave virou de dorso, arrastando-se centenas de metros até parar, invertida. Inacreditavelmente, somente três passageiros dos 315 ocupantes faleceram neste acidente.
- 17 de outubro de 1999, um MD-11F da Fedex, de matrícula N581FE, sofreu acidente após pousar no aeroporto filipino de Subic Bay, saindo da pista e caindo na baía ao lado do aeroporto. A manobra de aproximação e a alta velocidade foram apontados como responsáveis pelo acidente.
- 23 de março de 2009, outro MD-11F da Fedex, de matrícula N526FE (ex Delta N813DE) se acidenta em Narita Tóquio. O voo saiu de Guangzhou, na China. O avião teve problemas ao aterrissar devido aos fortes ventos que atingiram o aeroporto naquela hora forçando a aeronave a realizar um "pouso duro" e quicar duas vezes antes de chocar com a asa esquerda contra a pista e explodir em chamas. Os pilotos, Kevin Mosley e Anthony Stephen-Pino, foram levados com vida ao hospital local onde faleceram logo após.
- 28 de novembro de 2009, um MD-11F, da Avient Aviation, do Zimbabue, de matrícula Z-BAV (c/n 457 - msn 48408), (ex-Variglog PR-LGD), caiu durante a decolagem no Aeroporto Internacional de Shangai Pudong, na China, em voo para a o Aeroporto Bishkek-Manas, no Quirquistão. Da tripulação de sete membros, três morreram. O avião ficou totalmente destruído.
- 27 de julho de 2010, um cargueiro MD-11, da companhia aérea alemã Lufthansa, se partiu em dois durante aparente aterrissagem forçada no aeroporto rei Khaled de Riad. Momentos antes do acidente, o piloto relatou a torre de controle sobre incêndio no compartimento de carga. Ninguém se feriu gravemente.
- 13 de outubro de 2012, um MD11F, da Centurion Air Cargo, apresentou problemas em Viracopos, Campinas, São Paulo, Brasil. Ao pousar, o trem de pouso teve um problema e seu pneu estourou. Assim, o avião arrastou o motor e a asa ao longo da pista do aeroporto. Não houve feridos. Como o aeroporto só tem uma pista de pouso, ele ficou fechado até a retirada da aeronave da pista no final da tarde do dia 15, deixando vários aviões em terra sem poder voar afetando assim muitos voos principalmente da cia Azul Linhas Aéreas que tem como hub o Aeroporto de Viracopos.[4]